# Liste der Abgeordneten zum Südtiroler Landtag (IV. Legislaturperiode)
Die Liste der Abgeordneten zum IV. Südtiroler Landtag listet alle bei der Landtagswahl 1960 gewählten Abgeordneten und etwaige Nachrücker auf.

## Abgeordnete
| Mitglied des Landtages | Partei oder Wahlbündnis                 |
| ---------------------- | --------------------------------------- |
| Giuseppe Avancini 1    | Partito Socialista Democratico Italiano |
| Alfons Benedikter      | Südtiroler Volkspartei                  |
| Armando Bertorelle     | Democrazia Cristiana                    |
| Peter Brugger          | Südtiroler Volkspartei                  |
| Joachim Dalsass        | Südtiroler Volkspartei                  |
| Hans Dietl 2           | Südtiroler Volkspartei                  |
| Josef Ziernhöld        | Südtiroler Volkspartei                  |
| Anton Kapfinger        | Südtiroler Volkspartei                  |
| Hans Mayr 3            | Südtiroler Volkspartei                  |
| Andrea Mitolo          | Movimento Sociale Italiano              |
| Decio Molignoni 4      | Partito Socialista Democratico Italiano |
| Ettore Nardin          | Partito Comunista Italiano              |
| Silvio Nicolodi        | Partito Socialista Italiano             |
| Sandro Panizza         | Democrazia Cristiana                    |
| Hans Plaikner 5        | Südtiroler Volkspartei                  |
| Alois Pupp             | Südtiroler Volkspartei                  |
| Franz Runge 6          | Südtiroler Volkspartei                  |
| Anton Schatz           | Südtiroler Volkspartei                  |
| Hans Stanek            | Südtiroler Volkspartei                  |
| Friedl Volgger         | Südtiroler Volkspartei                  |
| Robert von Fioreschy   | Südtiroler Volkspartei                  |
| Franz Wahlmüller       | Südtiroler Volkspartei                  |
| Anton Zelger           | Südtiroler Volkspartei                  |
| Lino Ziller            | Democrazia Cristiana                    |